# Juan Zitko
Juan Zitko Carmona, čileanski je košarkaški reprezentativac. Hrvatskog je podrijetla.
Igrao je za Čile na svjetskom prvenstvu 1954. i 1959. godine. 1954. je bio 10., a 1959. je osvojio brončano odličje.

## Vanjske poveznice
- El Mercurio Deportes: ¿Habrá otros?, 2. veljače 2005.
- Dimayor - Division Mayor del Basquetbol Chileno[neaktivna poveznica] ¿Habrá otros, 2. veljače 2005.  (cijeli članak)